# Bali, Hunan
Bali (kinesiska: 笆篱) är en köping i Kina. Den ligger i provinsen Hunan, i den södra delen av landet, omkring 340 kilometer söder om provinshuvudstaden Changsha. Antalet invånare är 19282. Befolkningen består av 9 208 kvinnor och 10 074 män. Barn under 15 år utgör 24,0 %, vuxna 15-64 år 67 %, och äldre över 65 år 7,0 %.
Genomsnittlig årsnederbörd är 1 932 millimeter. Den regnigaste månaden är maj, med i genomsnitt 308 mm nederbörd, och den torraste är oktober, med 38 mm nederbörd.